# Eurhinodelphis
Eurhinodelphis — викопний рід зубатих китів вимерлої родини Eurhinodelphinidae, що існував у середньому та пізньому міоцені. Рештки кита виявлені в Європі та Північній Америці.

## Опис
Тіло завдовжки 2 м. Схожий на дельфіна, але мав видовжену верхню щелепу із загостреним кінчиком. У нього також були довгі, гострі зуби. В Eurhinodelphis були складно побудовані вуха, що вказує на використання ехолокації. Його мозок був асиметричним — риса, виявлена у сучасних дельфінів, і, можливо, пов'язана зі складністю орієнтації в навколишньому середовищі.

## Види
- Eurhinodelphis cocheteuxi, Du Bus 1867 (Бельгія, Нідерланди)[1]
- Eurhinodelphis longirostris, Du Bus, 1872 (Бельгія, Італія, Нідерланди, Туреччина, США (Меріленд, Вірджинія))[1]